# Pertusariales
Ordre
Les Pertusariales sont un ordre de champignons lichénisés dans la classe des Lecanoromycetes. Ce sont pour la plupart des lichens encroûtants. Les analyses de phylogénie moléculaire récentes, ne confirment pas la monophylie de l'ordre, ni celle de certaines familles actuellement admises en son sein, ce qui signifie que sa définition et sa composition sont probablement susceptibles d'être remaniées dans l'avenir.

## Liste des familles
Selon Myconet :
- Coccotremataceae
- Icmadophilaceae
- Megasporaceae
- Ochrolechiaceae
- Pertusariaceae

## Galerie des familles

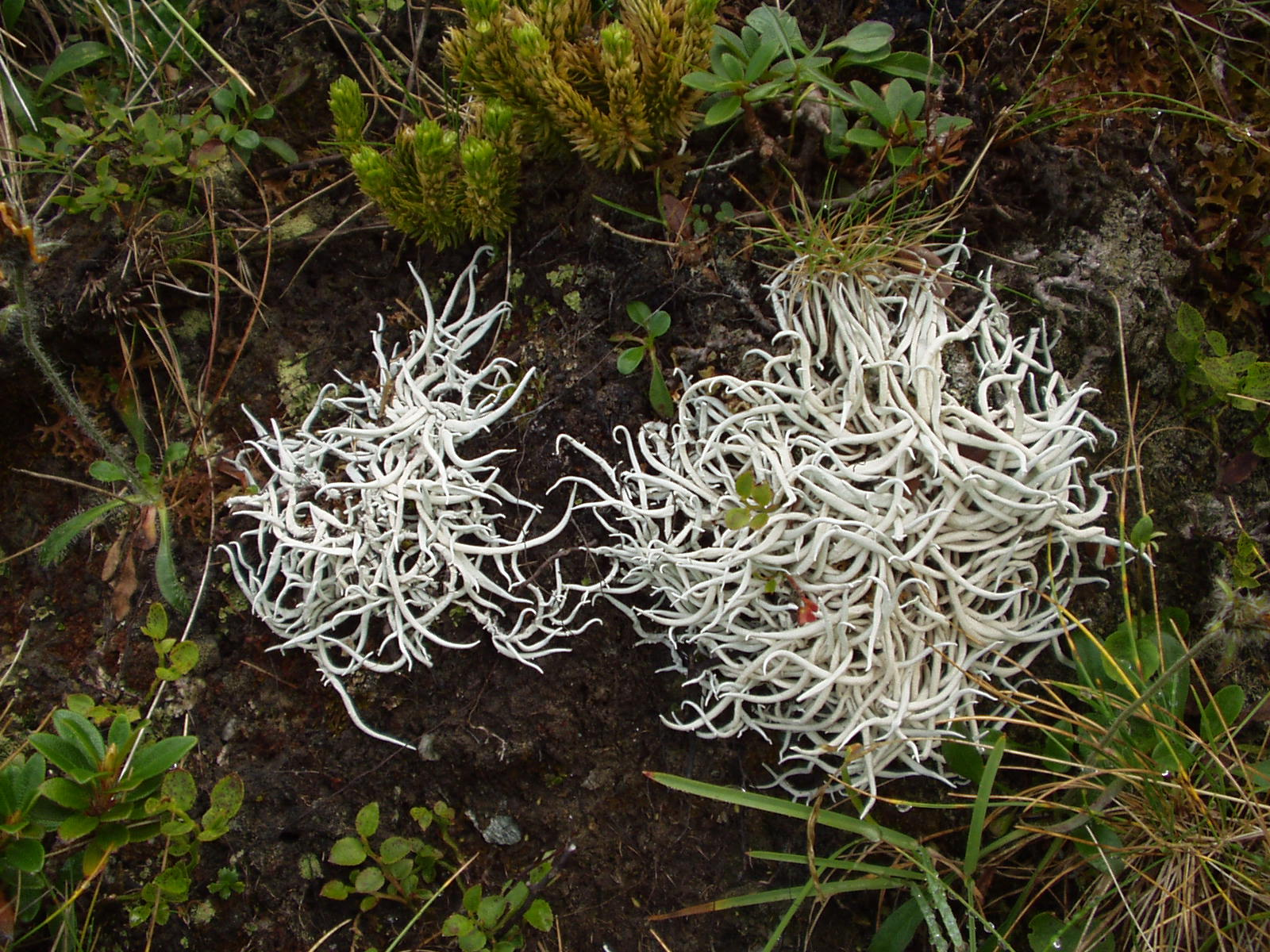
Icmadophilaceae : Thamnolia vermicularis
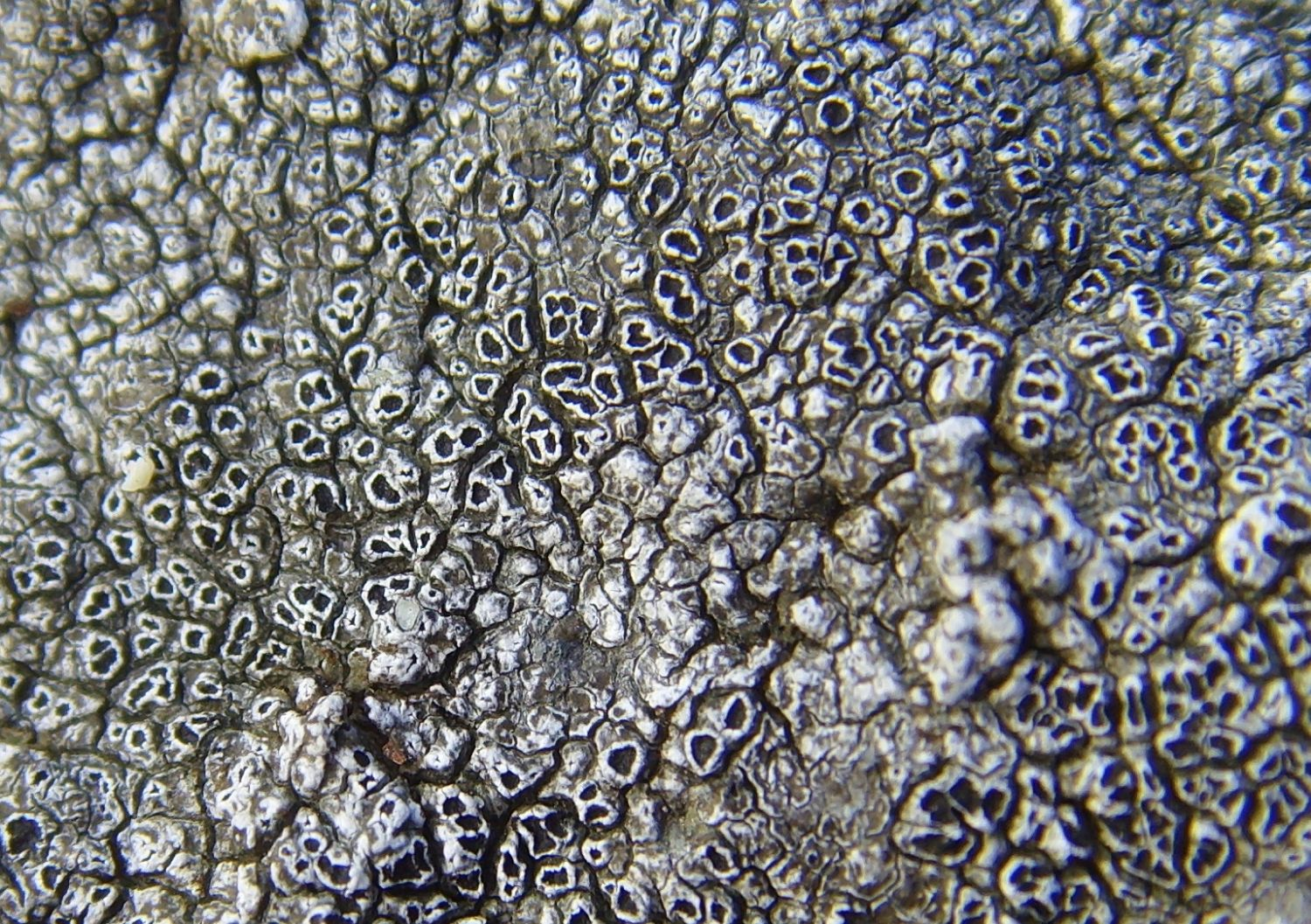
Megasporaceae : Aspicilia caesiocinerea
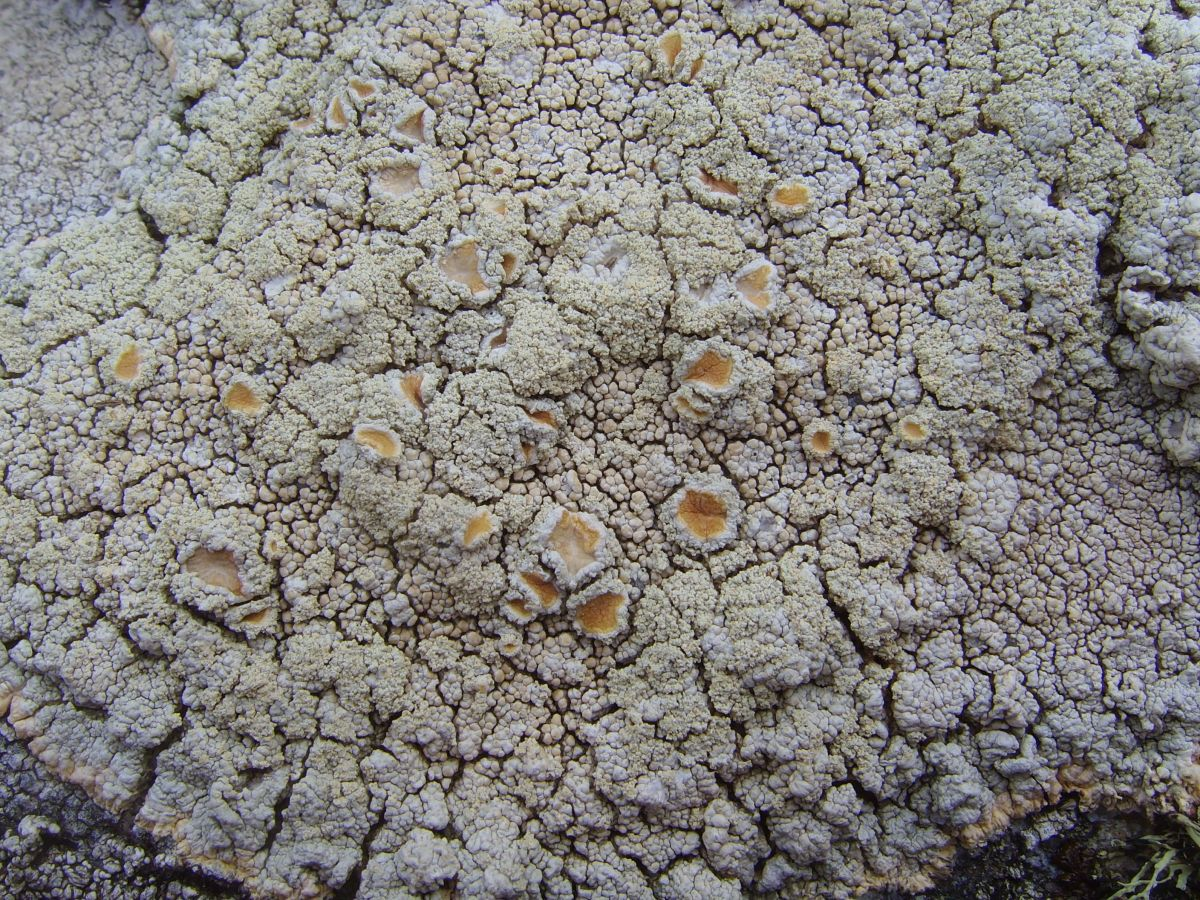
Ochrolechiaceae : Ochrolechia androgyna
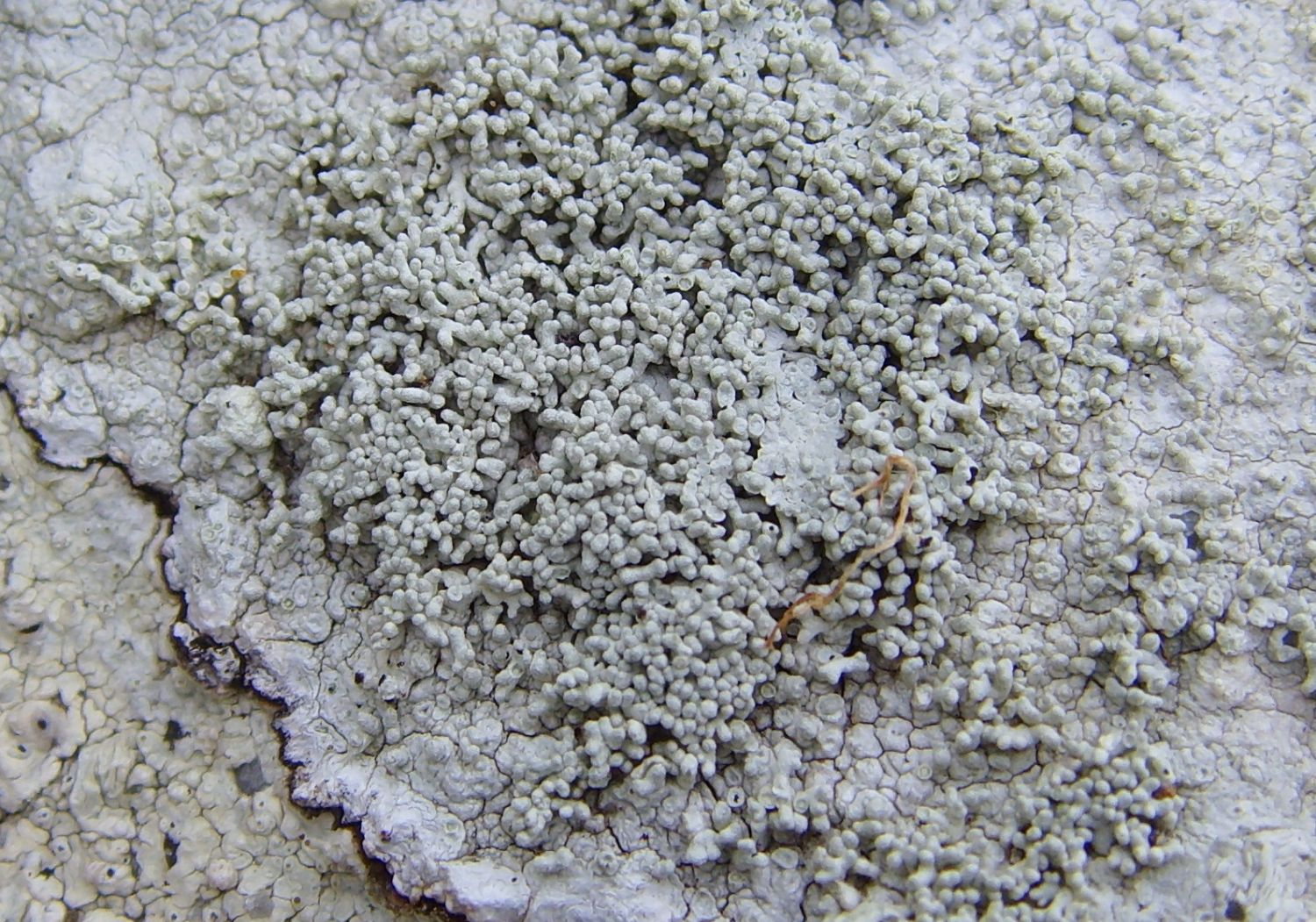
Pertusariaceae : Pertusaria corallina